# Touria Oulehri
Touria Oulehri est une auteure marocaine, née en 1962.

## Biographie
Touria Oulehri est licenciée en droit public, docteur en littérature française et agrégée de lettres françaises, à Meknès. Elle devient une enseignante à l'École Normale Supérieure de Meknès. Elle a publié des articles sur le sujet de la  critique littéraire ainsi que sur les auteurs marocains francophones, et sur les auteurs du XVIe siècle.
Ses deux premiers romans, La répudiée (Éditions Afrique-Orient, 2001) et de La chambre des nuits blanches (Marsam, 2002), sont bien reçus.
Le protagoniste de La répudiée est Niran, une jeune femme moderne, répudiée pour être sans enfant. Après quinze ans de mariage, sous la pression sociale et familiale, son mari la quitte pour se marier avec une femme plus jeune et plus fertile. Elle en est humiliée : « je me sens humilié dans ma chair, dans ma dignité… Au-delà de l’abandon et de ses tragiques souffrances se profile un message social que je me sens impuissante à affronter ». Une longue période de souffrances et de honte commence, qui la métamorphose. Le livre bouscule la sociétété marocaine. Ces répudiations étaient encore possibles en 2001, avant la réforme de la Moudawana entreprise en 2004,.. 
La chambre des nuits blanches raconte l'histoire d'une femme qui se retire de son entourage et réévalue le passé, tentant ainsi de comprendre la direction qu'a pris sa vie.
Elle publie aussi en 2006 Les Conspirateurs sont parmi nous, un roman à deux voix. Puis Laisse mon corps te dire... en 2016, Aime-moi et je te tue en 2020, et le recueil de nouvelles Terres dangereuses en 2024.